# Atletismo nos Jogos Pan-Americanos de 2003 - Lançamento de dardo feminino
A final do lançamento de dardo feminino nos Jogos Pan-Americanos de 2003 foi realizada em 7 de agosto de 2003. Kim Kreiner destronou a campeã pan-americana e recordista mundial Osleidys Menéndez.

## Calendário
| Data        | Fase  |
| ----------- | ----- |
| 7 de agosto | Final |

## Medalhistas
| Ouro   | USA Kim Kreiner       |
| Prata  | BAH Laverne Eve       |
| Bronze | CUB Osleidys Menéndez |

## Recordes
Recordes mundial e pan-americano antes da disputa dos Jogos Pan-Americanos de 2003.
| Tipo                             | Atleta            | Tempo   | Local    | Data                |
| -------------------------------- | ----------------- | ------- | -------- | ------------------- |
|                                  | Osleidys Menéndez | 71.54 m | Rethymno | 1 de julho de 2001  |
| Recorde dos Jogos Pan-Americanos | Osleidys Menéndez | 65.85 m | Winnipeg | 25 de julho de 1999 |

## Resultados
| Posição | Atleta                | Tentativas | Tentativas | Tentativas | Tentativas | Tentativas | Tentativas | Resultado |
| Posição | Atleta                | 1          | 2          | 3          | 4          | 5          | 6          | Resultado |
| ------- | --------------------- | ---------- | ---------- | ---------- | ---------- | ---------- | ---------- | --------- |
| 1       | USA Kim Kreiner       | X          | 53.88      | 55.50      | 58.56      | 56.78      | 60.86      | 60.86 m   |
| 2       | BAH Laverne Eve       | X          | 60.42      | X          | X          | X          | 60.68      | 60.68 m   |
| 3       | CUB Osleidys Menéndez | 60.20      | 58.06      | X          | 58.79      | X          | 57.98      | 60.20 m   |
| 4       | COL Sabina Moya       | 56.77      | X          | 54.20      | 52.86      | 51.69      | 60.17      | 60.17 m   |
| 5       | CUB Sonia Bisset      | 56.78      | 54.81      | X          | X          | 54.31      | 58.00      | 58.00 m   |
| 6       | USA Erika Wheeler     | X          | 53.08      | X          | 52.69      | X          | 50.25      | 53.08 m   |
| 7       | COL Zuleima Araméndiz | X          | X          | 48.89      | 48.81      | X          | 50.37      | 50.37 m   |
| 8       | PAR Leryn Franco      | 48.06      | 50.21      | X          | 47.62      | X          | 48.40      | 50.21 m   |
|         |                       |            |            |            |            |            |            |           |
| 9       | NCA Dalila Rugama     | X          | X          | 44.50      |            |            |            | 44.50 m   |